# Опеканцы
Опеканцы (словац. Opekance, другие названия на диалектах: бобальки, bóbálky, или пупа(чи)ки, pupáky, pupáčiky, pupáčky) — небольшие словацкие булочки-шарики из дрожжевого теста, выпекаемые на противне, слегка прижатые на при выпечке друг к другу.
Их обычно подают в качестве постной пищи во время Рождества. Традиционно опеканцы заливают горячим молоком (или кипятком) и посыпают молотыми орехами, маком, творогом или другой посыпкой, смешанной с сахаром млм мёдом. Нарезанные булочки также можно использовать вместо дрожжевых рогаликов. Распространены также в смежных со Словакией территориях, например, в Закарпатье. 